# Patrick Müller
Pour les articles homonymes, voir Patrick Müller (homonymie) et Müller.
Patrick Müller, né le 17 décembre 1976 à Genève, est un footballeur international suisse évoluant défenseur central du milieu des années 1990 à la fin des années 2000.
Il évolue au sein de l'équipe de Suisse de 1998 à 2008 et joue successivement pour le Servette FC, le Grasshopper-Club Zurich, le RCD Majorque, le FC Bâle, l'Olympique lyonnais et l'AS Monaco. Il met un terme à sa carrière de joueur en 2010. Il travaille actuellement à l'UEFA.

## Biographie

### Enfance et formation
Patrick Müller naît d'un père autrichien, ce qui lui permettra d'être comme joueur communautaire par la suite, et d'une mère genevoise.
Il s'initie au football au FC Meyrin en compagnie de son compatriote, lui aussi devenu international suisse, Johann Vogel.

### Débuts au Servette
Patrick Müller fait ses débuts au Servette FC, puis est recruté par le Grasshopper-Club Zurich,. Il se fait alors connaître en Suisse et est considéré comme l'un des tout meilleurs défenseurs helvétiques.
Considéré comme un espoir helvète, une image de chat noir arrive sur ses épaules avec deux secondes places en Championnat et deux finales de Coupe de Suisse perdues.

### Succès avec l'Olympique lyonnais
En 2000, Patrick Müller est transféré à l'Olympique lyonnais contre 7,6 M€. Lancé en Ligue des champions et aligné à trente reprises en D1, il boucle sa première saison en offrant son premier trophée à l'OL depuis 1973. Entré à la 106e minute de la finale de Coupe de la Ligue, il marque à deux minutes du terme de la prolongation (2-1).
Omniprésent avec Paul Le Guen (62 matchs de D1 en deux saisons), Müller est sacré champion de France 2002, 2003 et 2004.
Arrivé au terme de son contrat, le défenseur suisse rejoint le RCD Majorque.

### Échec en Espagne et retour en Suisse
Il est rarement titulaire au club espagnol de RCD Majorque, il est ainsi recruté par le FC Bâle en janvier 2005. Il remporte le championnat de Suisse avec le FCB. Mais il dispute tout de même un faible nombre de matchs à cause de nombreuses blessures.

### Fin de carrière
En janvier 2006, l'OL est handicapé par les blessures de nombreux défenseurs et rappelle Patrick Müller. Il remporte trois nouveaux titres de champion de France, en 2006, 2007 et 2008. Opéré du genou droit en décembre 2007, il reste indisponible durant plusieurs mois et rate plus d'une soixantaine de matchs. Lors du mercato estival de 2008, le défenseur suisse s'engage en faveur du club azuréen de l'AS Monaco.
Ricardo, qui ne l'a titularisé pour première fois en janvier 2009, s'est rendu compte de l'importance de Müller en défense centrale. Ce dernier se dit peut-être en mauvaise forme mais que son expérience est importante envers l'équipe, ce que confirme Ricardo.[réf. nécessaire]
À compter de la saison 2009-2010, Müller est prié de quitter Monaco par le nouvel entraîneur Guy Lacombe. Mais il ne parvient pas à trouver un club et exécute donc sa dernière saison sous contrat avec Monaco. Il s'entraîne à l'écart en compagnie de Dario Šimić. Il est laissé libre par l'ASM à la fin de la saison 2009/2010.

### En équipe de Suisse
Patrick Müller est international suisse depuis les moins de 16 ans.
Patrick Müller est appelé en équipe de Suisse par Gilbert Gress ; pour sa première sélection, le 22 avril 1998, il dispute un match amical face à l'Irlande du Nord à Belfast (défaite 1-0). Il s'impose rapidement comme un titulaire indiscutable.
En même temps qu'il s'impose à l'Olympique lyonnais, Müller devient un pilier de la « Nati » en participant à sept matchs (un but contre la Géorgie) des qualifications pour l'Euro 2004 dont la Suisse est toujours en tête du groupe 10.
Müller est titularisé par Köbi Kuhn durant le championnat d'Europe 2004, la Coupe du monde 2006 où il a été 8e de finaliste et l'Euro 2008, coorganisé par l'Autriche et la Suisse où l'équipe helvète est éliminée dès le premier tour, mais possède deux joueurs en haut dans les statistiques aux côtés des grandes stars : Eren Derdiyok et Hakan Yakin. Müller, lui est titulaire lors des trois matchs de la « Nati »,.

## Palmarès
- avec le Servette FC :
  - Finaliste de la Coupe de Suisse en 1996
- avec le Grasshopper Zürich :
  - Finaliste de la Coupe de Suisse en 1999
- avec le FC Bâle :
  - Champion de Suisse en 2005
- avec l'Olympique lyonnais :
  - Champion de France en 2002, 2003, 2004, 2006, 2007 et 2008
  - Vainqueur de la Coupe de France en 2008
  - Vainqueur du Trophée des Champions en 2002, 2003, 2006 et 2007
  - Vainqueur de la Coupe de la Ligue en 2001 et finaliste en 2007